# Chromecast
Chromecast è un dispositivo prodotto da Google che, una volta collegato al televisore, permette di visualizzare in streaming i contenuti prelevati in rete. I primi prodotti adottavano il sistema operativo Chrome OS mentre gli ultimi modelli di Chromecast con Google TV adottano Android TV con un'interfaccia grafica direttamente visualizzata sullo schermo del televisore/display.
Dal 2024 circa è in corso di sostituzione con il nuovo dispositivo Google TV Streamer.

## Storia
Il 24 luglio 2013, data della presentazione, è stato annunciato negli Stati Uniti contestualmente il prezzo di vendita pari a 35 dollari. Il numero del modello della prima versione del Chromecast è H2G2-42, in riferimento alla serie Guida galattica per gli autostoppisti di Douglas Adams.
In Italia, Chromecast è stato lanciato su Amazon al prezzo di 62 euro (successivamente a 42 euro) in quanto inizialmente non fornito direttamente da Google ma da partner terzi, mentre a partire dal 19 marzo 2014 è stato inserito direttamente da Google sempre su Amazon al prezzo di 35 euro.
Il 29 settembre 2015 è stata lanciata la seconda generazione di Chromecast, che include una nuova versione HDMI e una versione con jack audio non avente capacità video.
A novembre del 2016 è stato lanciato il Chromecast Ultra che supporta una risoluzione video 4K con HDR.
Nel novembre del 2018 è uscita la terza generazione del dongle classico, cioè solo con HD.
Chromecast con Google TV (4K), è stato messo in commercio a partire dal 30 settembre 2020 ed è il primo prodotto della linea a possedere un proprio telecomando e un'interfaccia utente interattiva mostrata sullo schermo del TV; sostituisce Chromecast Ultra, anch'esso con risoluzione 4K (messo fuori produzione). Chromecast con Google TV (HD) è stato messo in commercio il 22 settembre 2022 per sostituire il corrispondente Chromecast di 3ª generazione (anch'esso HD), messo dunque poi fuori produzione.

## Caratteristiche tecniche
Il dispositivo, grande come una comune chiavetta USB, si inserisce in una porta HDMI di un comune televisore HDTV e, attraverso la rete Wi-Fi, invia i contenuti in streaming sullo schermo.
Diverse sono le app supportate: YouTube, Netflix, YouTube Music, Google Play Film, Mediaset Infinity, Plex, Pandora, Now, RaiPlay, Spotify, DAZN ecc. Vi è l'eccezione del piano pubblicità Netflix, che non funziona con la 3ª generazione e precedenti.
Per controllare Chromecast di 3ª generazione o precedenti, occorre utilizzare un dispositivo esterno come uno smartphone o un computer tramite il browser Google Chrome che tramite l'estensione ufficiale Google Cast la supporta nativamente. La versione con Google TV ha invece un proprio telecomando e un'interfaccia utente interattiva.
È compatibile con numerosi sistemi operativi, tra cui Android, iOS, Chrome OS, Windows, Linux e macOS.

### Hardware
L'hardware del Chromecast di prima generazione è in massima parte integrato nel chip Marvell 88DE3005, che include i codec per la decodifica hardware dei formati di compressione video VP8 e H.264. La connessione Wi-Fi è fornita da AzureWave NH–387 che supporta i protocolli IEEE 802.11 b/g/n (2,4 GHz). Inoltre il dispositivo ha 512 MB di RAM DDR3 della Micron Technology e 2 GB di memoria flash. La seconda generazione di Chromecast si distingue dalla prima, oltre che per il connettore HDMI flessibile e la forma circolare, per la compatibilità col protocollo IEEE 802.11ac.

### Comparazione dei modelli
| Modello                       | Chromecast                                                                                                | Chromecast | Chromecast | Chromecast                                                                                                   | Chromecast | Chromecast                                                                                  | Chromecast                                                               |
| Modello                       | 1ª generazione                                                                                            | 2ª generazione                                                                                                 | Audio | Ultra | 3ª generazione | con Google TV (4K)                                                                          | con Google TV (HD)                                                       |
| ----------------------------- | --- | --- | --- | --- | --- | ------------------------------------------------------------------------------------------- | ------------------------------------------------------------------------ |
| Data commercializzazione      | 24 luglio 2013                                                                                            | 29 settembre 2015                                                                                              | 29 settembre 2015 | 6 novembre 2016                                                                                              | 10 ottobre 2018 | 30 settembre 2020                                                                           | 22 settembre 2022                                                        |
| Data fine commercializzazione | 29 settembre 2015                                                                                         | 10 ottobre 2018                                                                                                | 11 gennaio 2019 | 30 settembre 2020                                                                                            | 22 settembre 2022 | —                                                                                           | —                                                                        |
| Prezzo di lancio              | € 39,90                                                                                                   | € 39,90 | € 39,90 | € 79,90 | € 39,90 | € 69,99                                                                                     | € 39,99                                                                  |
| System-on-a-chip              | Marvell Armada 1500 Mini 88DE3005-A1                                                                      | Marvell Armada 1500 Mini Plus 88DE3006                                                                         | Marvell Armada 1500 Mini Plus 88DE3006                                                                               | Marvell Armada 1500 Mini Plus 88DE3009                                                                       | | Amlogic S905D3 (1.9 GHz quad-core ARM Cortex-A55) and Mali-G31 MP2 GPU                      | Amlogic S805X2 (quad-core ARM Cortex-A35)                                |
| Memoria RAM                   | 512 MB RAM DDR3L                                                                                          | 512 MB RAM DDR3L                                                                                               | 256 MB RAM DDR3L | 1 GB | | 2 GB DDR3L                                                                                  | 1.5 GB DDR3L                                                             |
| Archiviazione                 | 2 GB | 256 MB | 256 MB | | | 8 GB                                                                                        | 8 GB                                                                     |
| Risoluzione video             | 1080p a 30 fps o 720p a 60 fps                                                                            | 1080p a 30 fps o 720p a 60 fps                                                                                 | N.D. | 4K, HDR (HDR10, Dolby Vision)                                                                                | 1080p a 60 fps | 4K Ultra HD @ 60fps, HDR (HDR10, HDR10+, Dolby Vision, HLG)                                 | 1080p HDR @ 60fps, HDR (HDR10, HDR10+, HLG)                              |
| Audio                         | N.D. | N.D. | AKM AK4430 192kHz 24-Bit DAC                                                                                         | N.D. | H.264 1080p, H.264 720 x 480, MPEG-4, VP8 video & AAC-LC, AC3, eAC3 (Dolby Digital Plus), FLAC, MP3, PCM/WAV, Vorbis audio files | Dolby Digital, Dolby Digital Plus e Dolby Atmos.                                            | Dolby Digital, Dolby Digital Plus e Dolby Atmos con pass-through HDMI    |
| Connettività                  | HDMI (supporta il canale CEC), Wi-Fi (802.11 b/g/n @ 2.4 GHz), Ethernet (con alimentazione USB opzionale) | HDMI (supporta il canale CEC), Wi-Fi (802.11 b/g/n/ac @ 2.4/5 GHz), Ethernet (con alimentazione USB opzionale) | Jack audio da 3,5 mm e mini-TOSLINK, Wi-Fi (802.11 b/g/n/ac @ 2.4/5 GHz), Ethernet (con alimentazione USB opzionale) | HDMI (supporta il canale CEC), Wi-Fi (802.11 b/g/n/ac @ 2.4/5 GHz), Ethernet (con inclusa alimentazione USB) | HDMI (supporta il canale CEC), Wi-Fi (802.11 b/g/n/ac @ 2.4/5 GHz), Ethernet (con inclusa alimentazione USB)                     | HDMI (supporta il canale CEC), Wi-Fi (802.11 b/g/n/ac @ 2.4/5 GHz), Bluetooth 4.2, Ethernet | HDMI (con CEC), Wi-Fi (802.11 b/g/n/ac @ 2.4/5 GHz), Bluetooth, Ethernet |
| Telecomando                   | N.D. | N.D. | N.D. | N.D. | N.D. | Incluso                                                                                     | Incluso                                                                  |
| Alimentazione                 | Micro-USB (presa di corrente o porta USB)                                                                 | Micro-USB (presa di corrente o porta USB)                                                                      | Micro-USB (presa di corrente o porta USB)                                                                            | Micro-USB (solo presa di corrente)                                                                           | Micro-USB (presa di corrente o porta USB)                                                                                        | USB-C (solo presa di corrente)                                                              | USB-C (solo presa di corrente)                                           |
| Dimensioni                    | 72 × 35 × 12 mm                                                                                           | 51,9 × 51,9 × 13,49 mm                                                                                         | 51,9 × 51,9 × 13,49 mm                                                                                               | 58,2 × 58,2 × 13,7 mm                                                                                        | 51,81 × 51,81 × 13,8 mm | 162 × 61 × 12,5 mm                                                                          | 162.5 x 61 x 12.5 mm                                                     |
| Peso                          | 34 g | 39,1 g | 30,7 g | 47 g | 40 g | 56,7 g                                                                                      | 55 g                                                                     |
| Numero di modello             | H2G2-42                                                                                                   | NC2-6A5 | RUX-J42 | GA3A00403A14                                                                                                 | GA00439 | GA01919                                                                                     | GA03131                                                                  |

## Chromecast integrato
Alcuni modelli di smart TV, tipicamente con sistema operativo Android TV, possono includere Chomecast come app incorporata (Google Cast, precedentemente Chromecast built in), evitando la necessità di un dispositivo hardware esterno.

## Galleria d'immagini

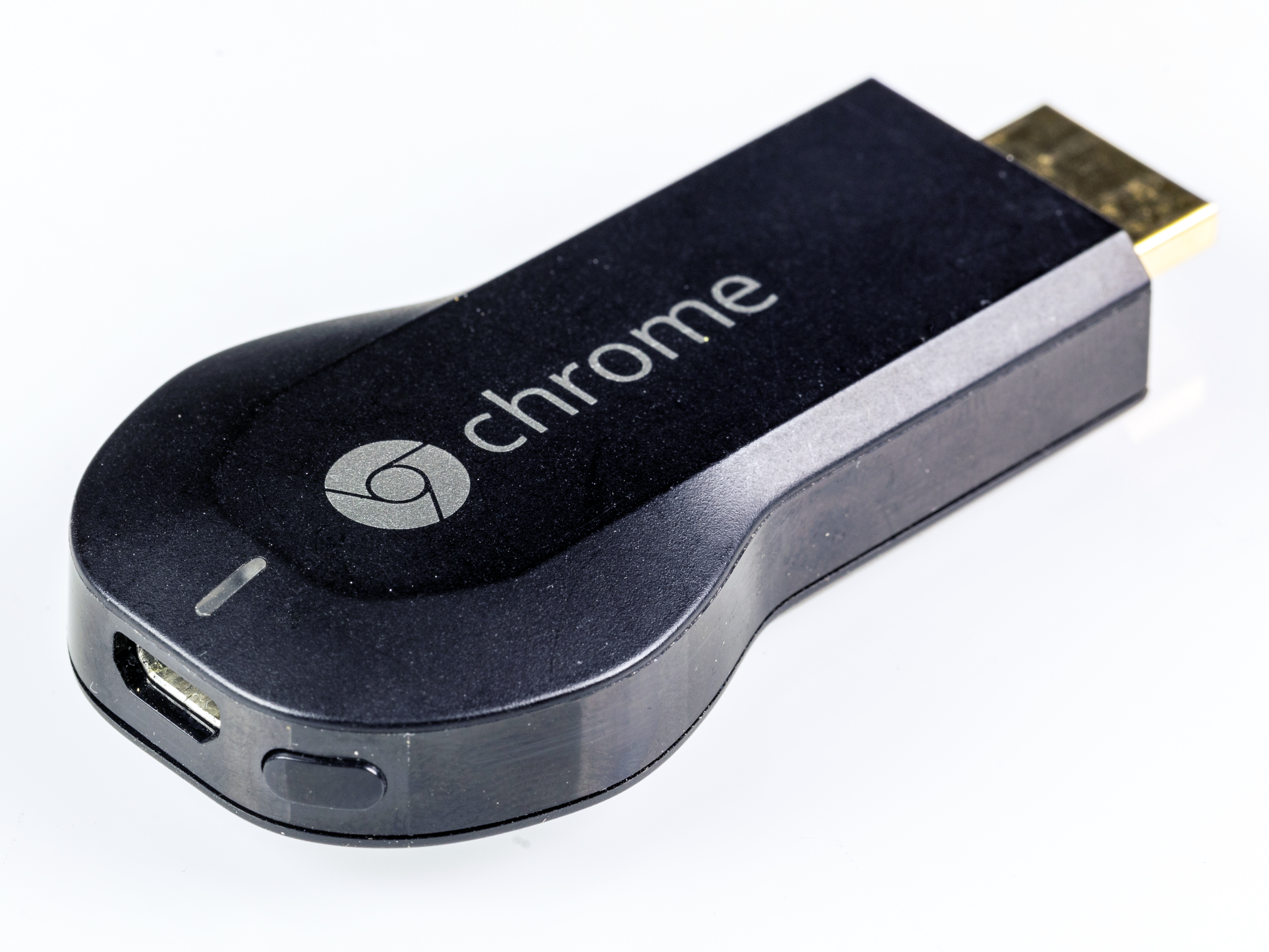
Chromecast di prima generazione; ha capacità video HD
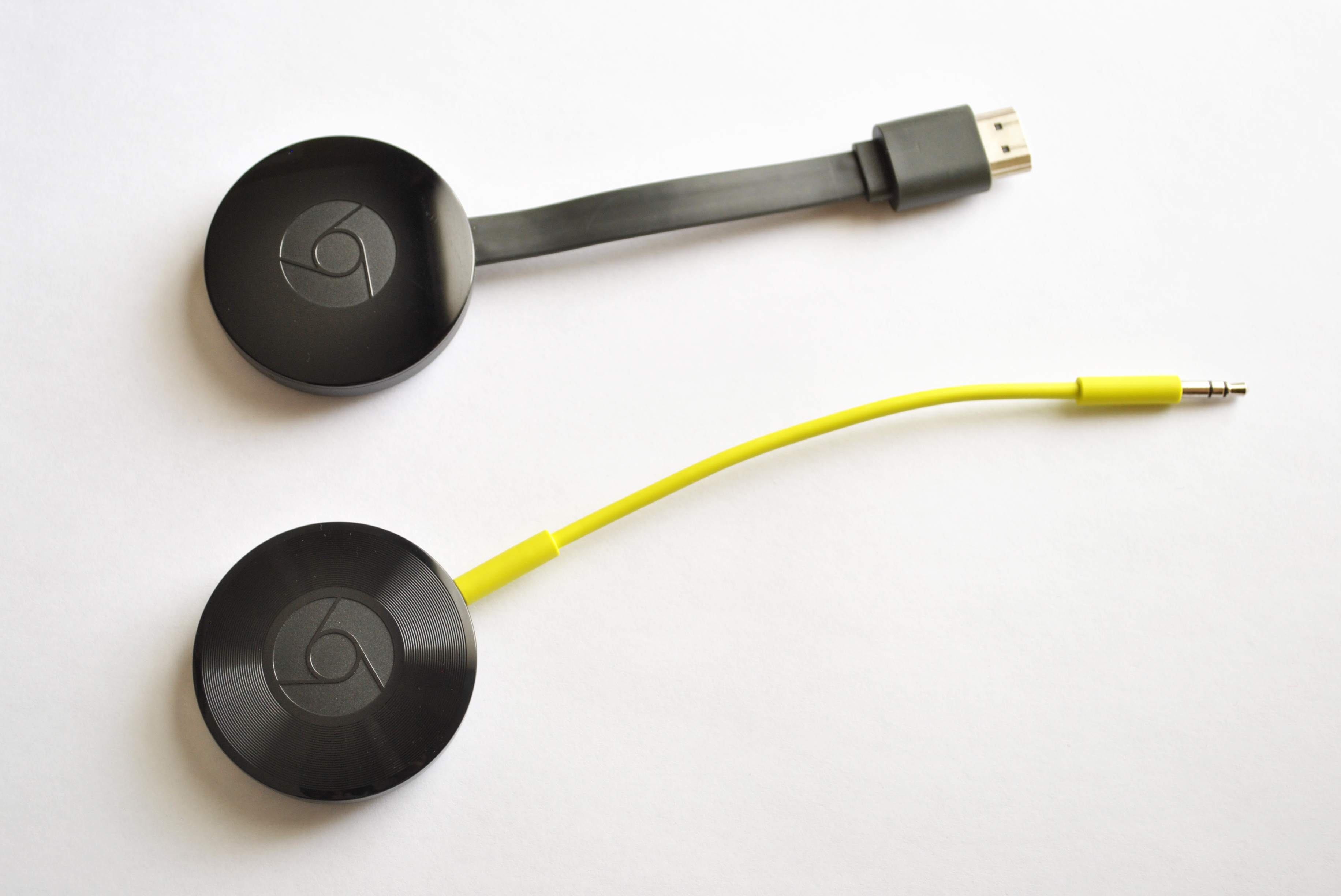
Chromecast di seconda generazione: Chromecast e Chromecast Audio. Quest'ultimo ha solo capacità audio
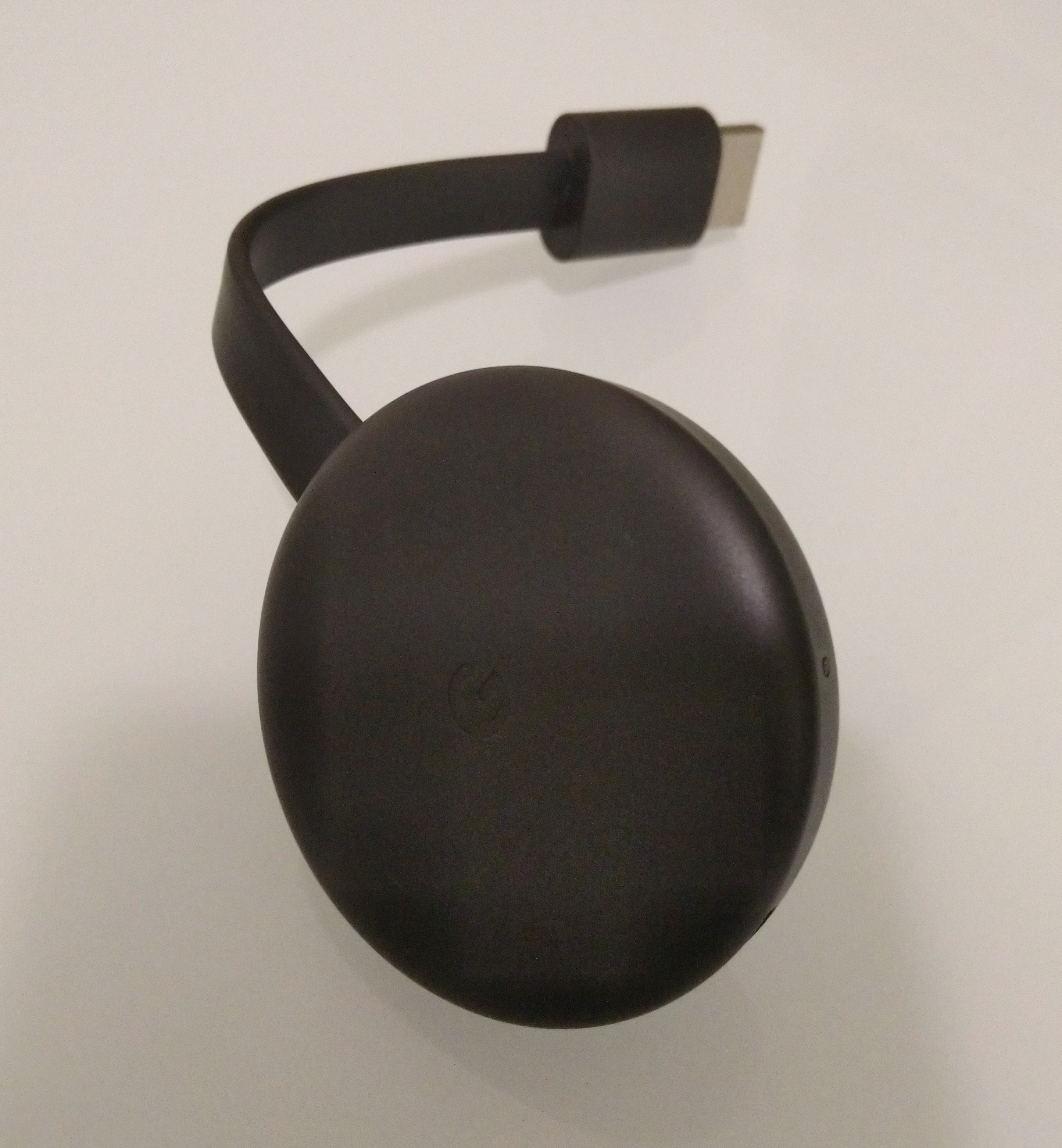
Chromecast di terza generazione (HD)
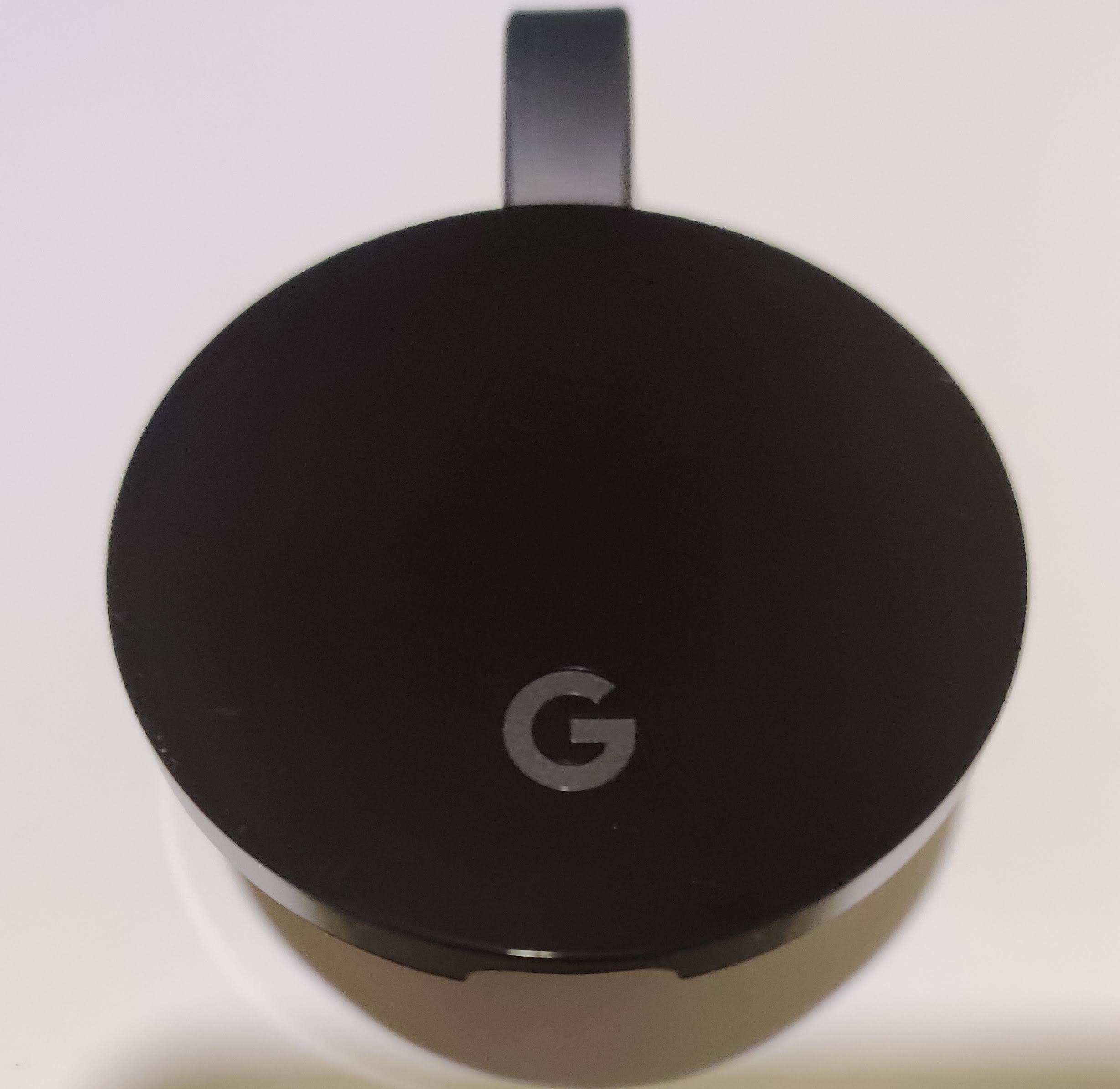
Chromecast Ultra (4K)
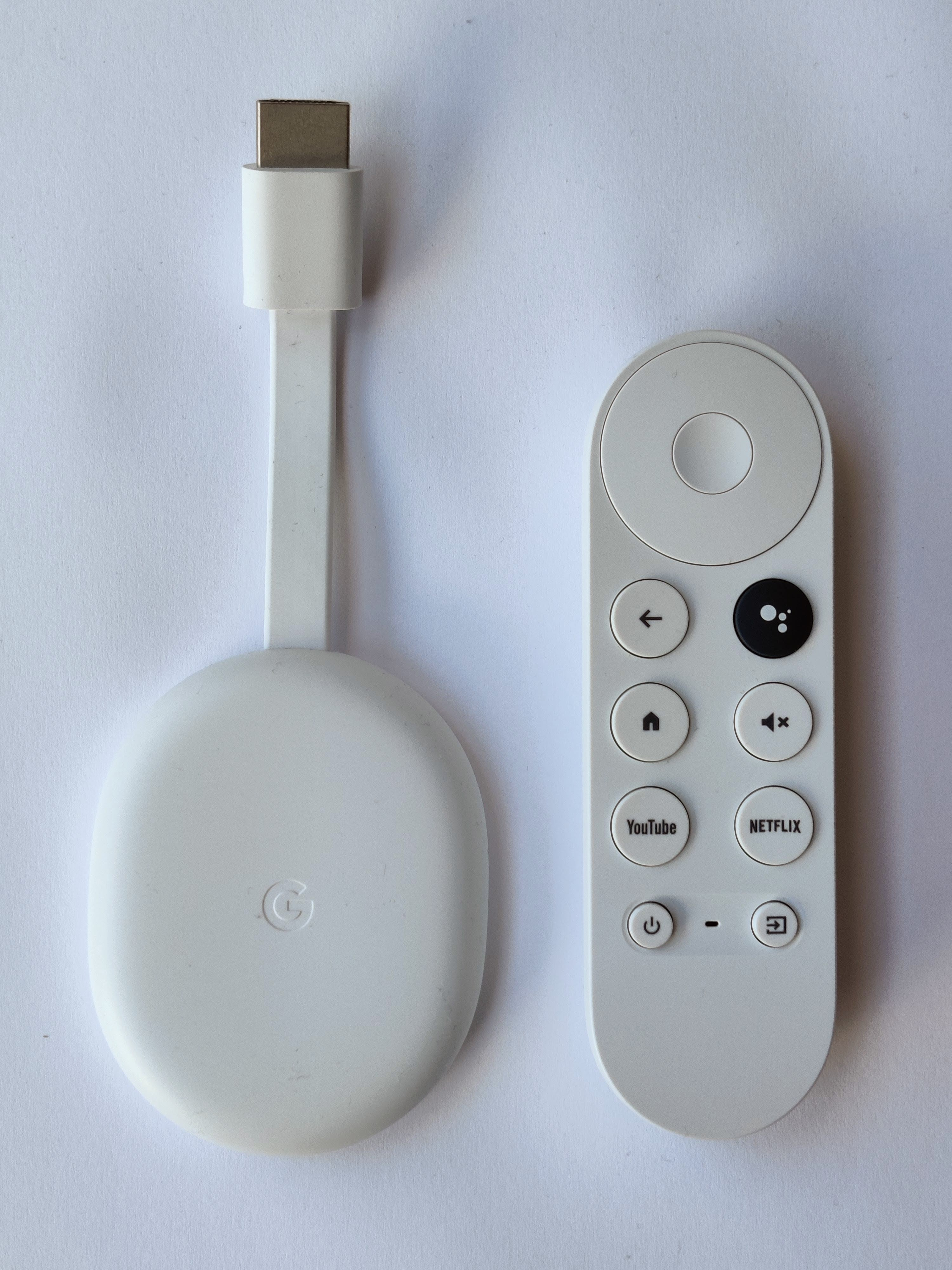
Chromecast con Google TV (HD o 4K) è il primo dispositivo della linea ad avere un'interfaccia utente on-screen navigabile tramite telecomando.